# دوو اسپرو

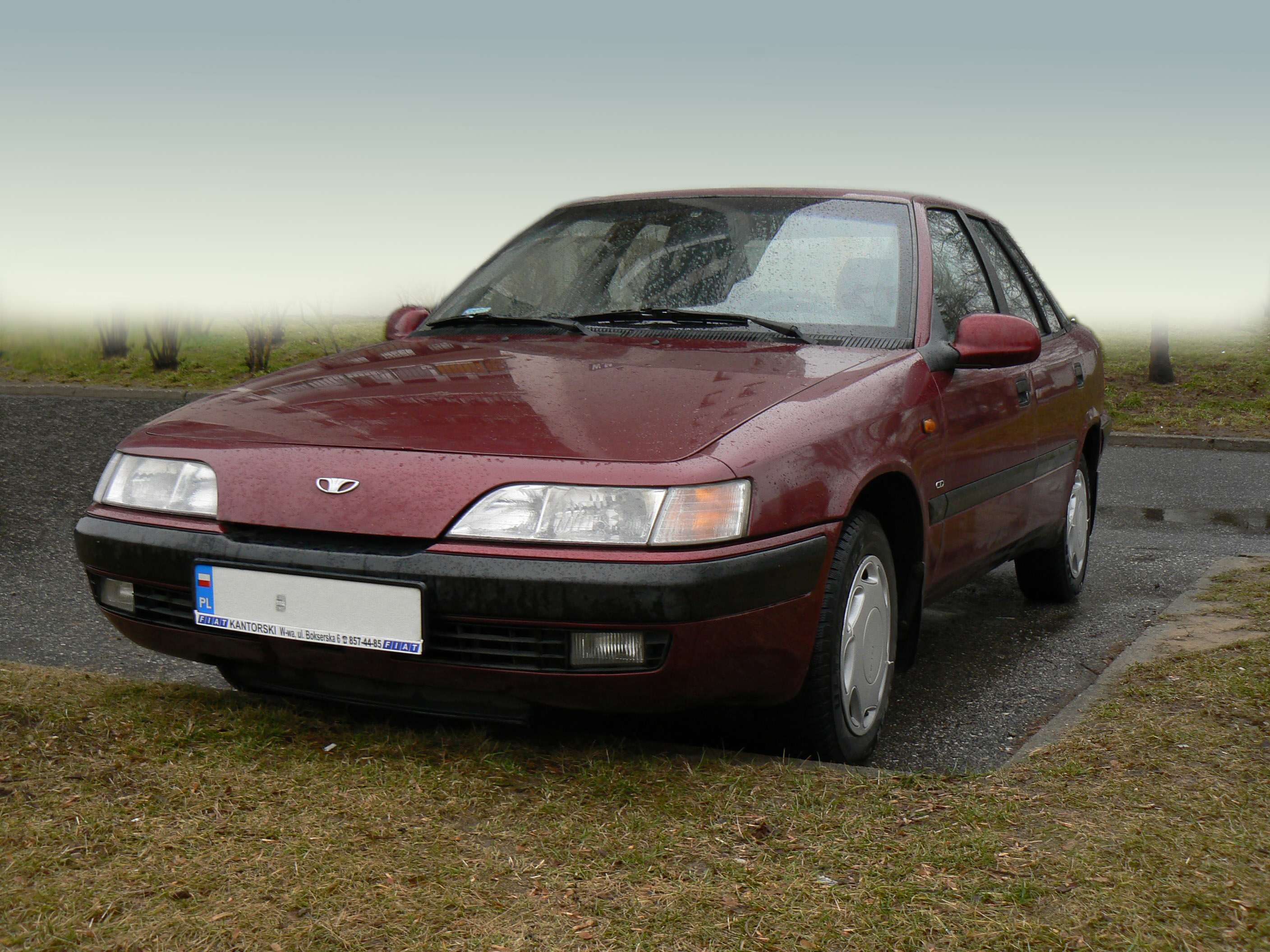

دوو اسپرو (Daewoo Espero؛ همچنین در اسپانیا با نام دوو آرانوس نیز شناخته می‌شود) یک سدان چهار در با ابعاد متوسط است که توسط شرکت کره‌ای دوو موتورز از سال ۱۹۹۰ تا ۱۹۹۷ تولید شد. اسپرو اولین خودرویی بود که به‌طور کامل توسط دوو توسعه یافت. این شرکت تا قبل از آن فقط مدل‌های توسعه‌یافته توسط اوپل را تولید می‌کرد. بدنهٔ آن توسط گروپو برتونه طراحی شده بود و پلت‌فرم آن نیز با دوو ریسر، که نسخهٔ بازنشانی شدهٔ اوپل کادت ئی ساخته شده در کرهٔ جنوبی است یکسان است. موتورهای این خودرو توسط هولدن تأمین می‌شدند که شامل موتورهای متنوعی از موتور ۱٫۵ لیتری GM Family I گرفته تا موتور ۲٫۰ لیتری GM Family II می‌شد. در کرهٔ جنوبی، اسپرو در سال ۱۹۹۷ با دوو نوبیرا جایگزین شد؛ اما تولید آن در کشورهای اروپای شرقی تا سال ۱۹۹۹ ادامه یافت.

## توسعه
در اواسط دههٔ ۱۹۸۰، دوو موتورز به‌دنبال ورود به بازار سدان‌های اندازه متوسط بود که از قبل رقبایی مانند هیوندای سوناتا در این بازار حضور داشتند. به این منظور، در سال ۱۹۸۶ شروع به توسعهٔ یک مدل جدید با اسم رمز جِی-کار (J-Car) کرد (نباید با جی-کار جنرال موتورز، پروژهٔ خودروی بین‌المللی این شرکت در دههٔ ۱۹۸۰ اشتباه شود). سپس با برتونه وارد مذاکره شد و برای این خودرو از طراحی‌ای که قبلاً برای جانشین سیتروئن بی‌ایکس، زانتیا به شرکت سیتروئن پیشنهاد شده بود، اما مورد قبول این شرکت واقع نشد استفاده کرد و از فناوری‌های جنرال موتورز که با شرایط قراردادی محدود شده بود بهره برد. دوو از قطعاتی که قبلاً در تولید دوو ریسر استفاده می‌شد استفاده گسترده‌ای کرد. سیستم‌های فرمان، تعلیق، ترمزها و سیستم‌های قوای محرکه همان چیزهایی بودند که قبلاً در ریسر نیز استفاده شده بود. پلت‌فرم این خودرو نیز از دوو ریسر مشتق شده بود؛ اما فاصلهٔ بین ستون B و صندلی عقب در این خودرو کشیده‌تر بود؛ از همین رو، اسپرو فاصلهٔ محوری بیشتری نسبت به ریسر داشت.
اسپرو در اوت ۱۹۹۰ در بازار کره عرضه شد. اسپرو در تونل باد با ضریب پسار ۰٫۲۹ نتایج بسیار خوبی کسب کرد.

## پیش‌نمونه
یک پیش‌نمونه از دوو وجود داشت که بسیار شبیه به اسپرو بود. نام آن دی‌ئی‌وی ۲ (DEV 2؛ دی‌ئی‌وی مخفف خودروی الکتریکی دوو) بود و در سال ۱۹۹۵ در نمایشگاه خودروی کره در سئول همراه با خودروی مفهومی دوو بوکران، مدل مفهومی تیکو، نکسیا، آرکادیا، و خودروی مفهومی ان‌جی‌وی۳ معرفی شد. این خودرو نسخه‌ای از اسپرو بود که از مواد قابل بازیافت ساخته شده بود و بر محیط زیست تأثیری نداشت. دی‌ئی‌وی ۲ در نمای جلو به نسبت اسپرو تفاوت قابل توجهی داشت. این پیش‌نمونه تنها در کرهٔ جنوبی و فقط یک‌بار در نمایشگاه‌ها به نمایش درآمد. این خودرو به رنگ سفید صدفی بود و بر روی درهای عقب نشان آبی رنگ «دی‌ئی‌وی» را داشت. رینگ‌های آن نیز سفید و سهپر بودند.
زیر کاپوت آن یک موتور الکتریکی که از نوع موتور القایی با جریان متناوب و آب‌خنک به قدرت ۸۶ کیلووات بود و شتاب صفر تا صد ۱۳ ثانیه‌ای داشت. حداکثر سرعت این خودرو حدود ۸۵ مایل در ساعت بود. ۲۲ باتری اسید سرب جدید در کف بدنهٔ آن قرار داشت و با یک بار شارژ مسافت ۸۰ کیلومتر را می‌پیمود.
در مورد این خودرو گفته می‌شد که طراحی قابل قبولی دارد، اما عملکرد و پیمایش آن در مقایسه با رقبا ضعیف است.

## مشخصات
- وزن ۱۱۴۰ کیلوگرم
- نوع سوخت: بنزین-گاز LPG (عرضه شده فقط در کشورهای آمریکای جنوبی و اروپای شرقی)
- موتور ۴ سیلندر خطی با حجم ۱۹۹۸ سی‌سی
- توان ۱۱۴ اسب در دور ۵۰۰۰
- گشتاور ۱۶۴ نیوتن متر در دور ۲۶۰۰
- مصرف در شهرهای پرترافیک حدود ۱۱ و در شهرهایی با ترافیک کم حدود ۹ لیتر و در جاده در سرعت ۹۰ کیلومتر ۵٫۳ و در سرعت ۱۲۰ کیلومتر ۵/۷ لیتر در هر ۱۰۰ کیلومتر است.
- گنجایش صندوق عقب ۵۶۰ لیتر
- گنجایش باک ۵۰ لیتر
- زاویه دید ۲۹٫۵ درجه
- نکته: اسپرو مدل ۹۳ تک انژکتور یا به عبارتی tbi است ولی مدل 94 mpfi

Multi point Fuel injection
به معنی سیستم انژکتور بنزینی چند نقطه‌ای
که در کل بیانگر این است که این ماشین در قسمت نازل انژکتور از مدل چند نقطه‌ای استفاده می‌کند.
فرقش با مدل عادی در همین تعداد بیشتر سوراخ‌های نازل پاشش انژکتور سوخت به داخل سیلندر است که در مدل عادی انژکتور در قسمت نازل پاشش سوخت به داخل سیلندر از یک نقطه یا روزنه استفاده می‌کند اما در این مدل از چند نقطه یا روزنه؛ که در کل این سیستم از تکنولوژی بالاتر و بهتر و باعث پاشش بهتر سوخت و بهتر پودر شدن بنزین در هنگام تزریق به داخل سیلندر می‌شود که این بهتر پودر شدن در آخر موجب احتراق بهتر می‌شود.

## طرح بدنه
اتومبیل در ردهٔ سدان قرار دارد و شاید از نظر اندازه بزرگ به نظر بیاید. این خودرو با صندوق عقب بلند، کاپوت کشیده، و ارتفاع کمتر نسبت به سایر خودروهای هم‌رده دارای طرح مناسب آیرودینامیکی است.

## درون کابین
برای دوو اسپرو کابین‌های مختلف با نام‌های A-B-C تا امروز وجود دارد:

### کابین A1
اولین نوع کابین با آینه بغل‌ها و شیشه‌های عقب دستی (غیر برقی)

### کابین A2
اولین نوع کابین با آینه‌های برقی و تمام شیشه‌ها برقی تا اواخر سال ۱۹۹۳

### کابین B
در اواخر سال ۱۹۹۳ رنگ توسی همهٔ قسمت‌های کابین تیره‌تر شد، طرح رودری‌ها و کنسول وسط کنار ترمز دستی (دو طبقه شد) و کنسول هواکش وسط داشبورد تغییر کرد (که به اشتباه در عموم به «کابین ۹۴» معروف شد در حالی که هنوز سال ۹۴ نرسیده بود!)

### کابین C1
در سال ۱۹۹۴ طرح و شکل صندلی‌ها، طرح کامل صفحه کیلومتر، دستگیره‌های زیر سقف، غربیلک فرمان، صندلی راننده به قابلیت تنظیم گودی کمر مجهز شد و تنظیم زاویه صندلی از حالت قرقره‌ای به اهرمی تبدیل شد و جنس روکش‌ها اعم از صندلی‌ها، رودری‌ها، سقف، شکل و جنس روکش باندهای عقب، قاب ستون‌ها که یک لایه مخمل روی آن‌ها کشیده شد.

### کابین C2
اواخر سال ۱۹۹۴ در مدل‌های 2000i که فقط جنس روکش صندلی‌ها و رودری‌ها و روکش سقف و همچنین سوکت سنسور کیلومتر (از گرد به تخت مشابه سیلو) تغییر کرد.

### کابین C3
سال ۱۹۹۶ جنس روکش صندلی‌ها و رودری‌ها و روکش سقف تغییر کرد و دستگیرهٔ در جلو سمت شاگرد از نظر شکل کاملاً مشابه و قرینه دستگیره راننده شد و صفحه کیلومتر ۲۲۰ تایی شد و شکل صندلی‌ها و غربیلک فرمان تغییر کرد و دکمه AC به پنل کولر اضافه شد.
به‌اختصار:
کابین A: کابین‌های قدیمی از ۱۹۹۱ تا اواخر ۱۹۹۳
کابین B: آخر ۱۹۹۳ که اشتباهاً به «کابین ۹۴» معروف شد!
کابین C: از سال ۱۹۹۴ تا پایان ۱۹۹۸ که اسپرو تولید شد
خودرو بسیار جادار و راحت است. با ورود به داخل کابین اولین چیزی که جلب توجه می‌کند داشبورد بزرگ این خودرو است. صندلی‌های جلو در ارتفاعی تقریباً پایین قرار گرفته‌اند؛ این امر باعث شده است که افراد قد بلند به‌راحتی در این خودرو جای گیرند. سرنشینان عقب از نظر فضای سر و پا کاملاً راحت هستند. کیفیت داشبورد قابل قبول است و طرح مناسبی دارد. خودرو به‌صورت استاندارد ۴ عدد بلندگو دارد اما با وجود طاقچهٔ عقب بزرگ آن امکان نصب هرگونه سیستم صوتی وجود دارد. درها وزن بالایی دارند و صندلی‌ها خیلی راحت و دارای عمق مناسبی هستند و بدن شما را به‌راحتی در خود حفظ می‌کنند.

## تجهیزات
از تجهیزات رفاهی و ایمنی این اتومبیل می‌توان به موارد زیر اشاره کرد:
سیستم فرمان هیدرولیکی، آنتن برقی (که با روشن و خاموش کردن رادیو فعال می‌شود)، چراغ مطالعه برای سرنشینان عقب، شیشه‌بالابر برقی درهای جلو و عقب، ساعت کریستال مایع، کمربند ایمنی سه‌تایی برای سرنشینان عقب، فرمان تلسکوپی، کنسول، مه‌شکن جلو، کولر، امکان تنظیم نور چراغ‌های پشت آمپر، امکان تنظیم سرعت حرکت برف‌پاک‌کن، چراغ صندوق عقب و داشبورد، صندوق عقب بسیار بزرگ، آینه‌های برقی، گرمکن آینه و شیشهٔ عقب، آیینهٔ شب و روز، دسترسی به صندوق عقب از صندلی عقب، قفل مرکز و در باک بنزین، صندوق‌پران برقی و ترمز ABS و ایربگ و رینگ اسپرت برای مدل‌های سفارشی و… .

## معایب
این خودرو معایبی نیز دارد که در پایین به اختصار در مورد آن صحبت می‌کنیم:
آفتاب‌سوختگی کنسول و رودری‌ها: کنسول و رودری‌های این خودرو از جنس کاغذ فشرده با روکش الیاف پلاستیکی ساخته شده و بسیار مستعد ترک و آفتاب سوختگی است.
شاسی: با توجه به وزن زیاد موتور و سنگینی وزن کل خودرو، پارگی شاسی از سمت جلو زیاد گزارش شده است. تابش نور چراغ‌های جلو نیز چنگی به دل نمی‌زند و در هنگام شب متوجه کمبود نور خواهید شد.
از دیگر نقاط ضعف این خودرو می‌توان به استفاده از گاز منسوخ شده R12 در سیستم کولر خودرو (با طی مراحلی و تعویض کمپرسور می‌توان با گاز R134A جایگزین کرد) اشاره کرد.